# 名誉十字章
名誉十字章（ドイツ語: Ehrenkreuz des Weltkrieges）は、ナチス・ドイツ期のドイツの勲章。国家社会主義ドイツ労働者党（ナチ党）が政権を掌握した後の1934年7月にドイツ大統領パウル・フォン・ヒンデンブルクによって制定された。このため、「ヒンデンブルク十字章（Hindenburg Cross）」とも俗称される。1914年から1918年にかけて行われた第一次世界大戦にドイツ帝国軍兵士として従軍した者を対象に授与された勲章である。第一次世界大戦従軍者を改めて顕彰する趣旨の勲章であった。1938年のアンシュルス（オーストリア併合）の後には、第一次世界大戦にオーストリア＝ハンガリー帝国の兵士として従軍した者達も対象となった。

## 名誉十字章の種類

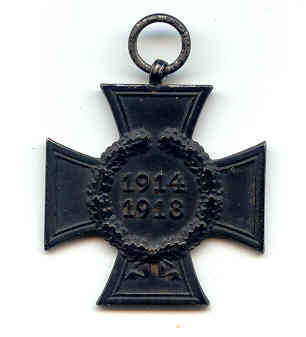
近親者名誉十字章

名誉十字章には以下の3種類があった。
- 前線戦士名誉十字章 (Ehrenkreuz für Frontkämpfer) - 前線で戦った軍人のための勲章。
- 戦争参加者名誉十字章 (Ehrenkreuz für Kriegsteilnehmer) -　戦闘に参加していない軍人のための勲章。
- 近親者名誉十字章 (Ehrenkreuz für Hinterbliebene) - 戦死した軍人の家族のための勲章

最終的に前線戦士章625万個、戦争参加者章120万個、近親者章72万個の叙勲が行われている。
- 前線戦士名誉十字章 － 6,202,883[1]
- 戦争参加者名誉十字章 － 1,120,449[1]
- 近親者名誉十字章
  - 父母名誉十字章 － 345,132[1]
  - 未亡人名誉十字章 － 372,950[1]
- 総数 － 8,041,414

## デザイン

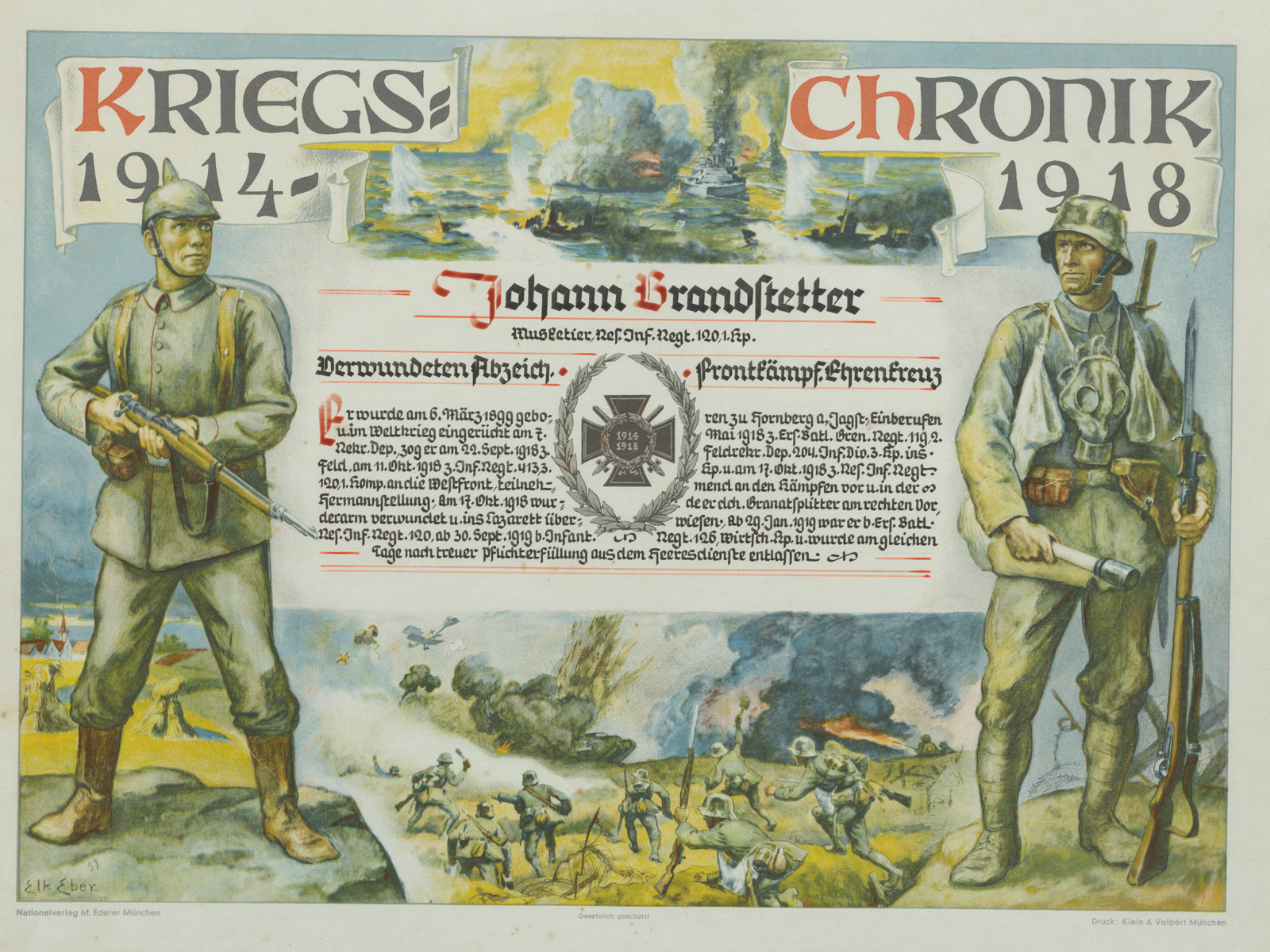
名誉十字章の描かれた挿絵

名誉十字章をデザインしたのはユージーン・ゴーベット（Eugene Godet）である。鉄十字章と類似した形であり、しかし鉄十字章よりは小さめにすることをコンセプトにしてデザインされた。勲章の中央には「1914」と「1918」という数字が並ぶ。第一次世界大戦の開戦年と終戦の年を併記しているものである。裏側には何もない平面となっていた。
前線戦士章では中央の数字の周りが月桂冠によって取り囲まれ、交差した剣があしらわれている。戦争参加者章と近親者章には柏葉冠が用いられ、剣は入っていなかった。また近親者章は色が黒かった。リボンの色分けは前線戦士章と戦争参加者章が共通で、前者には交叉した剣のバッジが加えられた。